# Miquel Roger i Casamada
Miquel Roger Casamada (1954-2017), compositor, docent i productor musical, fundador del segell musical Anacrusi, dedicat majoritàriament a la producció i difusió d'obra contemporània.
La música de Miquel Roger té les seves arrels a la Segona Escola de Viena, que va desenvolupar gradualment cap a una estètica lliure de les restriccions acadèmiques. L'estructura morfològica de la seva música mostra una mentalitat marcadament contrapuntística que, per la seva audàcia, sembla establir un vincle amb l'esperit d'indagació de la polifonia renaixentista. La seva obra destaca per una estructura lògica i la progressió austera, sense digressions en el desenvolupament de les seves composicions, que sovint mostren una tendència clarament homofònica.
La tercera fase de la seva evolució incorpora les estructures modals com a elements suport de les composicions. Això li va permetre utilitzar escales pentatòniques i combinar-les en un determinat moment amb les d'altre ordre, inverses, cromàtiques, de so natural (harmònic), fins a la real supressió per introduir-hi sons indeterminats. D'aquesta època destaquen els Dotze Estudis per a piano, els Tercer i Quart quartets de corda, l'obra dedicada a Mompou o Enigmàtic. En altres obres, com ara la Peça per a piano i percussió, la forma modal s'utilitza ja sigui en moments puntuals, o fins i tot en tota la composició, com és el cas de la Peça per a banda simfònica i clarinet o la Cançó per a flauta i guitarra.
En l'àmbit internacional, les seves obres han estat interpretades entre d'altres llocs a Bracknell –Anglaterra– (Quintet per a metall núm. 1, 1986, London Gabrieli Brass Ensemble), a Washington i Nova York –EUA– (Per a Liliana, 1987, pianista Liliana Maffiotte; Inventio, 1993, pianista M. Massaguer), a Utrecht –Països Baixos– (Inventio, 2002, pianista Ruth Lluis), a Kitzingen –Alemanya– i Sonntag –Àustria– (Peça per a flauta i guitarra, 2002, Duo Bozza), a Rodés (Rodez), La Guiòla (Laguiole) i Concas (Conques) –França– (Sombras, 2015, organista B. Ballbé i soprano A. Polo) i a Moscou i Sant Petersburg –Rússia– (Universus: Àtoms, Púlsar i Final Land, 2018, pianista Fedor Veselov).
A la seva tasca docent va tenir una funció cabdal la seva formació filosòfica. Influenciat per pensadors com Adorno, Deleuze o Pessoa, considerava essencial a la seva docència l'ensenyament de les diverses facetes la creació musical com una manifestació de la llibertat entesa com l'absència d'opressió, incardinant-la a la història, la cultura, el llenguatge i, fins i tot, l'acció social i política, com un tot inseparable.